# Paul von Rennenkampf
Paul von Rennenkampf, còn gọi là Pavel Karlovich von Rennenkampf (tiếng Nga: Павел Карлович фон Ренненкампф), 17 tháng 4 năm 1854 – 1 tháng 4 năm 1918) là một vị tướng nước Nga, phục vụ trong quân đội đế quốc Nga hơn 40 năm. Ông tham gia thế chiến thứ nhất.
Ông gia nhập quân đội đế quốc Nga từ năm 19 tuổi. Năm 1900, ông được chức thiếu tướng.
Ông bị quân Bolshevik bắt giữ và sát hại dã man năm 1918